# Le Rozel
Le Rozel is een gemeente in het Franse departement Manche (regio Normandië) en telt 268 inwoners (2004). De plaats maakt deel uit van het arrondissement Cherbourg-Octeville.

## Geografie
De oppervlakte van Le Rozel bedraagt 5,6 km², de bevolkingsdichtheid is 47,9 inwoners per km².
De onderstaande kaart toont de ligging van Le Rozel met de belangrijkste infrastructuur en aangrenzende gemeenten.

## Demografie
Onderstaande figuur toont het verloop van het inwonertal (bron: INSEE-tellingen).

1. ↑  Populations de référence 2022.